# Gare de Toulouse-Saint-Agne
Pour les articles homonymes, voir Gare de Toulouse.
Cet article concerne la gare SNCF. Pour la station du métro de Toulouse, voir Saint-Agne – SNCF (métro de Toulouse).
La gare de Toulouse-Saint-Agne (dite gare de Saint-Agne) est une gare ferroviaire française des lignes de Toulouse à Bayonne et de Saint-Agne à Auch. Elle est située à Saint-Agne, quartier populaire et résidentiel de la ville de Toulouse, dans le département de la Haute-Garonne, en région Occitanie.
Une halte est ouverte en 1864, au passage à niveau de Saint-Agne, par la Compagnie des chemins de fer du Midi.
C'est une gare de la Société nationale des chemins de fer français (SNCF) desservie par des trains TER Occitanie. Elle est à proximité de la station Saint-Agne – SNCF du métro de Toulouse.

## Situation ferroviaire
Établie à 145 mètres d'altitude, la gare de bifurcation de Toulouse-Saint-Agne est située au point kilométrique (PK) 3,857 de la ligne de Toulouse à Bayonne, entre les gares de Toulouse-Matabiau et de Portet-Saint-Simon.
Elle est également située au PK 3,857 de la ligne de Saint-Agne à Auch,  avant la bifurcation d'Empalot établie au PK 5,928 et la gare de Gallieni-Cancéropôle.

## Histoire
La « halte de Saint-Agne » est mise en service en 1864, avec l'installation d'une halle provisoire pour le service des voyageurs sans bagages à proximité du passage à niveau situé dans cette banlieue de Toulouse.
Le 30 juin 2007, la gare devient un nouveau nœud de correspondance avec l'inauguration de la ligne B du métro de Toulouse qui dispose d'une station, station Saint-Agne – SNCF, établie à moins de 100 mètres. Pour cette ouverture la gare a été rénovée avec notamment le nettoyage des tags, la pause de panneaux avec les plans des différents réseaux : transports urbains et TER, l'ajout d'automates pour l'achat de titres de transport et l'augmentation du nombre d'accroches vélos dans la cour. Par ailleurs elle dispose d'un guichet ouvert du lundi au samedi et d'une importante offre de desserte quotidienne de trains TER. En semaine du lundi au vendredi la gare est desservie par : 23 trains pour les gares d'Auterive et Pamiers, 21 pour celle de Muret et 18 pour Colomiers et L'Isle-Jourdain. Cela situe la gare à la cinquième place quant au trafic au niveau régional.
En 2015, c'est la troisième gare la plus fréquentée de la région Midi-Pyrénées, derrière Toulouse-Matabiau et Toulouse-Arènes, avec 3 500 voyageurs par jour.
Durant l'année 2016, elle bénéficie d'un programme de 530 000 euros de travaux de modernisation, achevés en septembre 2016. De nouveaux abris voyageurs sont installés sur le quai n°2 afin d'améliorer l'attente en gare. Le téléaffichage est rénové avec la mise en service de quatre écrans d'information. Un abri fermé pour vélos avec 40 emplacements, un nouveau système de sonorisation et le tri sélectif des poubelles sont également mis en place. Un point services regroupant des appareils automatiques de vente de billets et un distributeur de pains et viennoiseries sont par ailleurs installés. Le bâtiment voyageurs est  repeint et bénéficie d'une nouvelle signalétique.
En 2020, selon les estimations de la SNCF, la fréquentation annuelle de la gare était de 812 374 voyageurs.
Malgré sa fréquentation en hausse régulière et sa position de gare de plus en plus régionale, elle continue de s'appeler simplement « Saint-Agne » dans la nomenclature nationale des gares de la SNCF, alors qu'elle pourrait s'appeler « Toulouse Saint-Agne ».

## Fréquentation
De 2015 à 2023, selon les estimations de la SNCF, la fréquentation annuelle de la gare s'élève aux nombres indiqués dans le tableau ci-dessous :
| Année                      | 2015      | 2016      | 2017      | 2018      | 2019      | 2020      | 2021      | 2022      | 2023      |
| -------------------------- | --------- | --------- | --------- | --------- | --------- | --------- | --------- | --------- | --------- |
| Voyageurs seuls            | 1 138 010 | 1 084 317 | 1 106 879 | 918 005   | 1 039 740 | 812 374   | 948 587   | 1 053 068 | 1 133 306 |
| Voyageurs et non voyageurs | 1 422 512 | 1 355 397 | 1 383 599 | 1 147 507 | 1 299 676 | 1 015 468 | 1 185 734 | 1 316 336 | 1 416 632 |

## Service des voyageurs

### Accueil
Gare SNCF, elle dispose d'un bâtiment voyageurs, avec un guichet de vente de billets abonnements régionaux, etc. ouvert du lundi au vendredi de 09h00 à 13h00 et de 13h30 à 19h00 et fermé les samedis, dimanches et jours fériés. Elle est équipée d'automates pour l'achat de titres de transport.
Un souterrain permet la traversée des voies et le passage d'un quai à l'autre.

### Desserte
Bien que la gare ne soit desservie que par des TER Occitanie, sa desserte est en réalité très diverse. En effet, les trains s'y arrêtant sont à la fois des trains urbains qui circulent uniquement dans l'agglomération toulousaine, notamment entre Toulouse et Muret, alors que d''autres assurent une desserte plus fine de la région, notamment ceux se dirigeant vers le Gers ou l'Ariège.
Toulouse-Saint-Agne est desservie par des trains TER Occitanie qui effectuent des missions sur les relations :  
- Toulouse-Matabiau – Tarbes – Pau, à raison d'un à quatre trains par heure aux heures de pointe, et d'un à deux trains par heure aux heures creuses. Le temps de trajet est d'environ 5 minutes depuis Toulouse-Matabiau et de 2 heures 35 minutes depuis Pau ;
- Toulouse-Matabiau et Muret, à raison de trois à quatre trains aux heures de pointe et d'un à trois trains par heure aux heures creuses[Note 1]. Le temps de trajet est d'environ 5 minutes depuis Toulouse-Matabiau et de 14 minutes depuis Muret ;
- Toulouse-Matabiau – Foix – Ax-les-Thermes – Latour-de-Carol - Enveitg, à raison de deux trains par heure aux heures de pointe et d'un train par heure aux heures creuses. Le temps de trajet est d'environ 5 minutes depuis Toulouse-Matabiau et 2 heures 50 minutes depuis Latour-de-Carol ;
- Toulouse-Matabiau – L'Isle-Jourdain – Auch, à raison de deux trains par heure aux heures de pointe et d'un train par heure aux heures creuses. Le temps de trajet est d'environ 5 minutes depuis Toulouse-Matabiau et 1 heure 20 minutes depuis Auch.

### Intermodalité
Un parking à vélos de 40 places est disponible. Une simple carte Pastel donne droit à l'accès. 
La gare est desservie par la ligne B du métro de Toulouse à la station Saint-Agne - SNCF. Les lignes 34 et 115 du réseau Tisséo assurent également la desserte de la gare. 

Installations de la gare
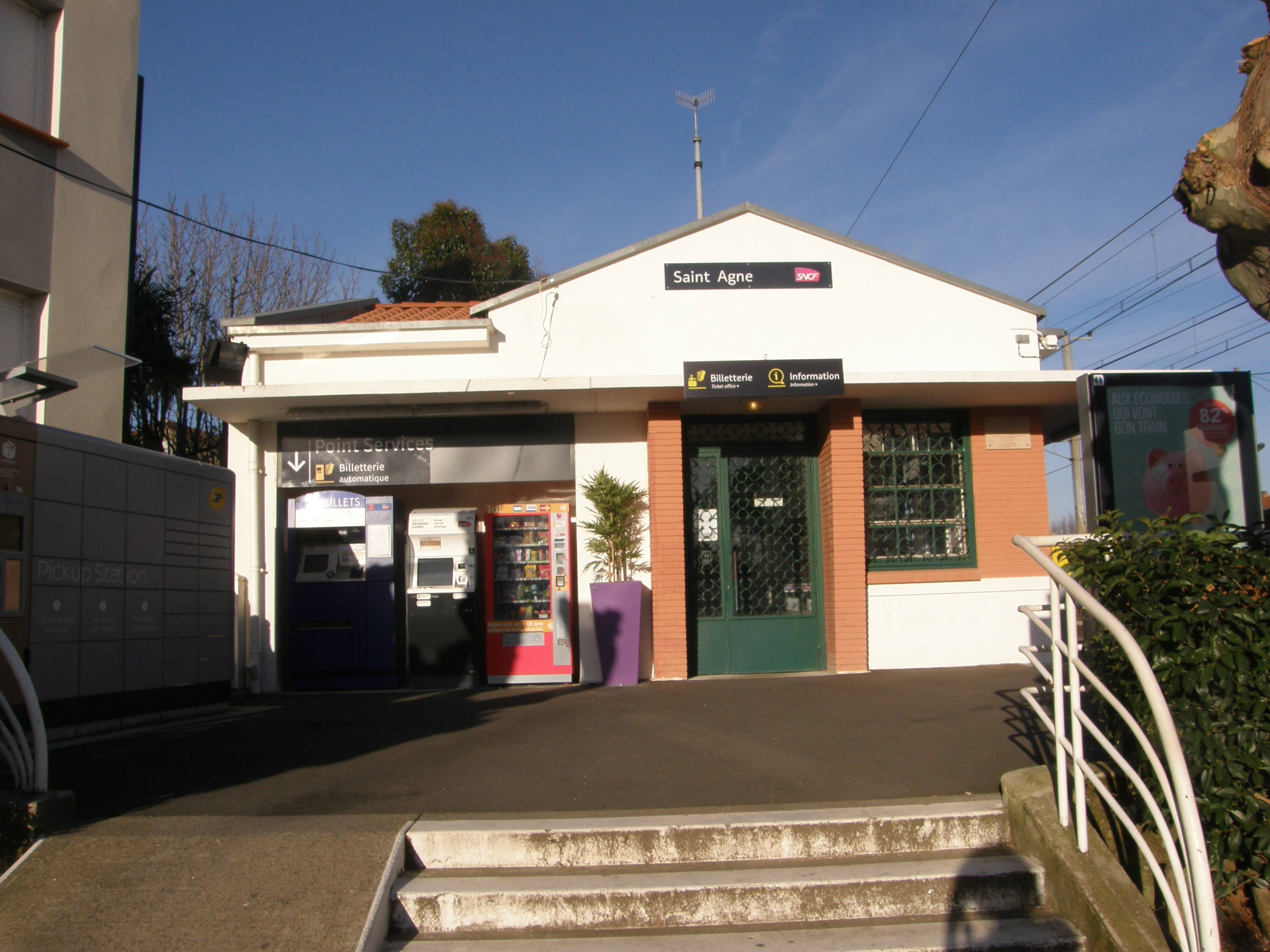
Le bâtiment voyageurs.
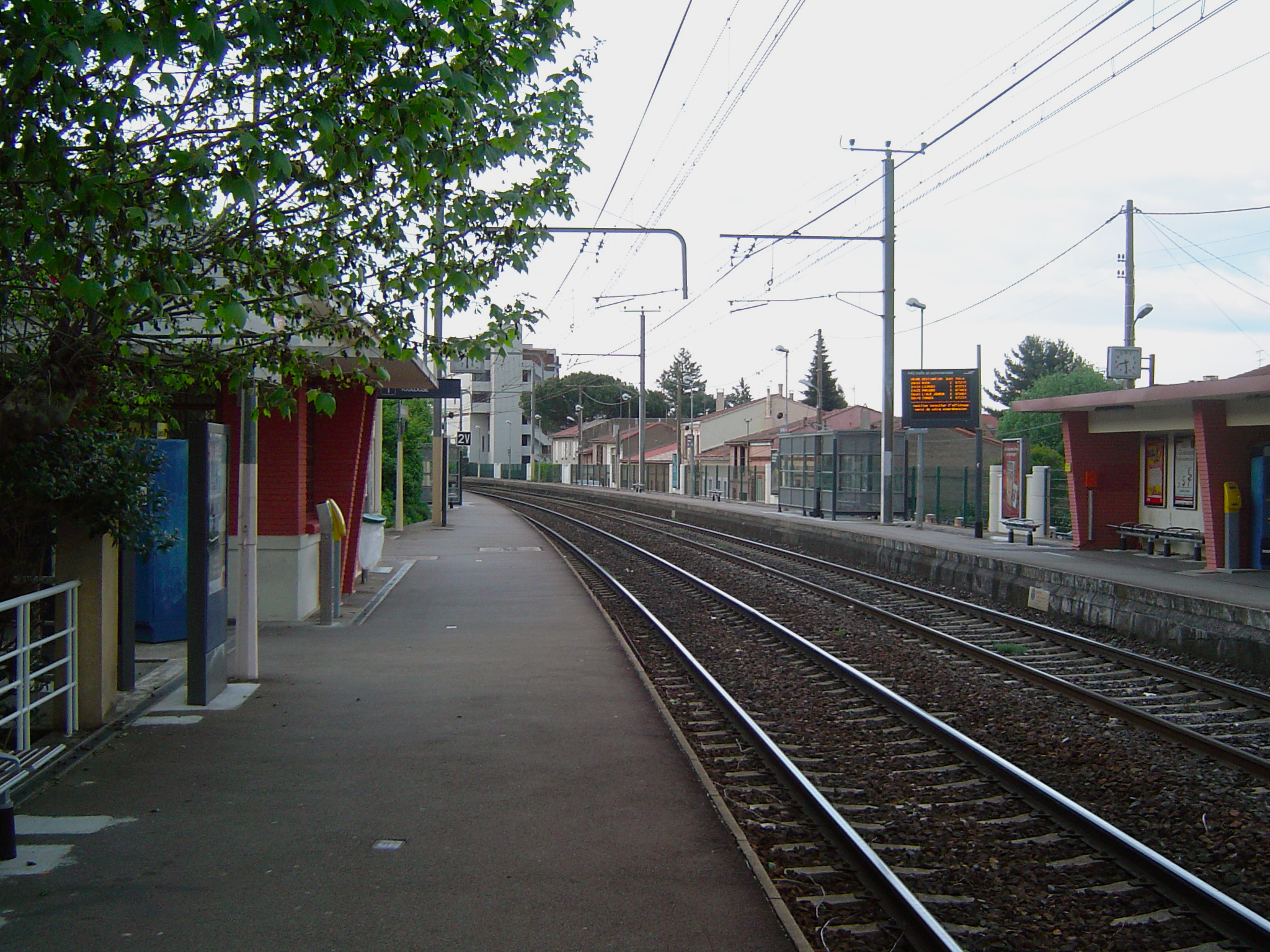
voies et quais.
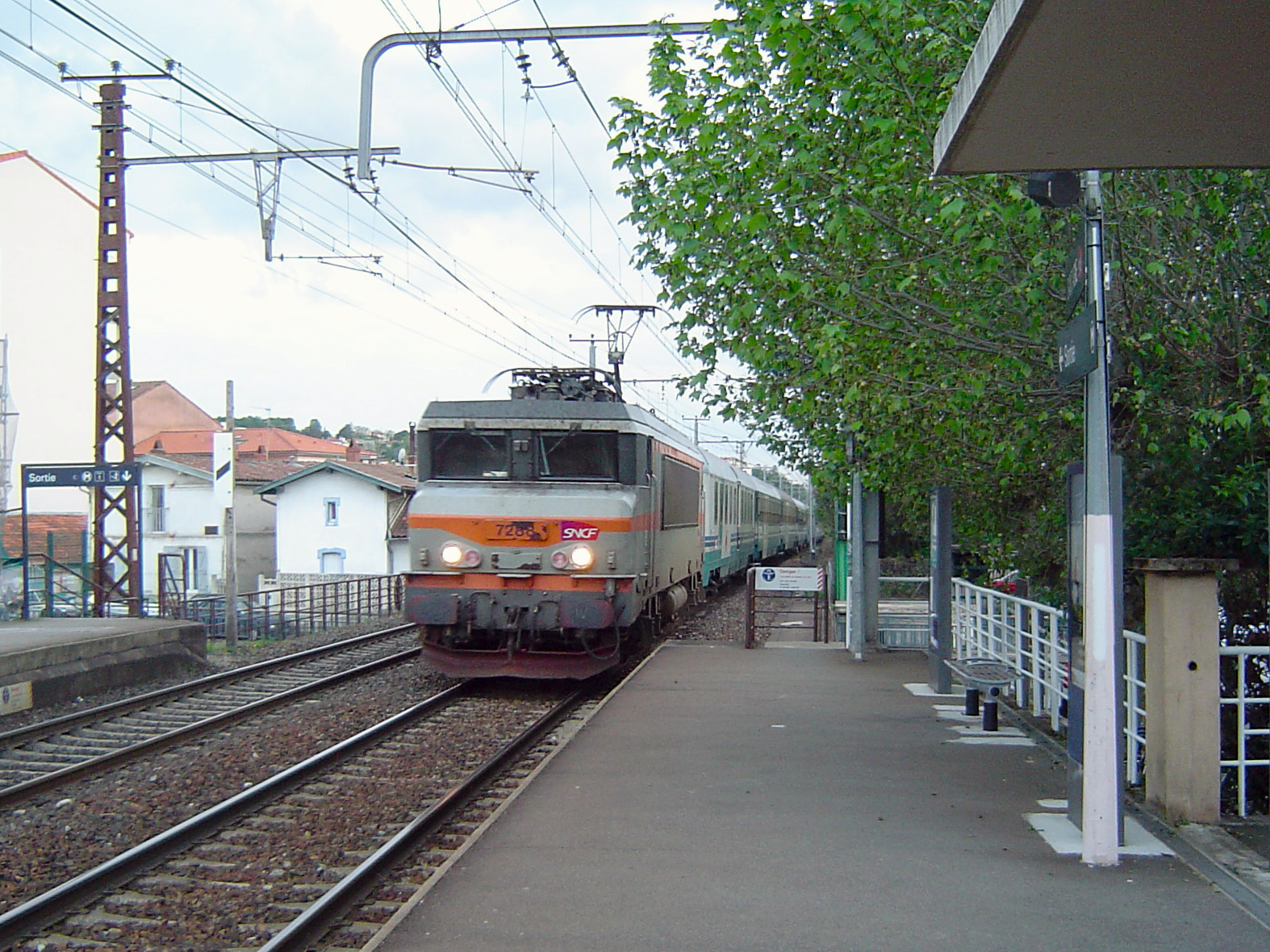
Desserte en 2009.
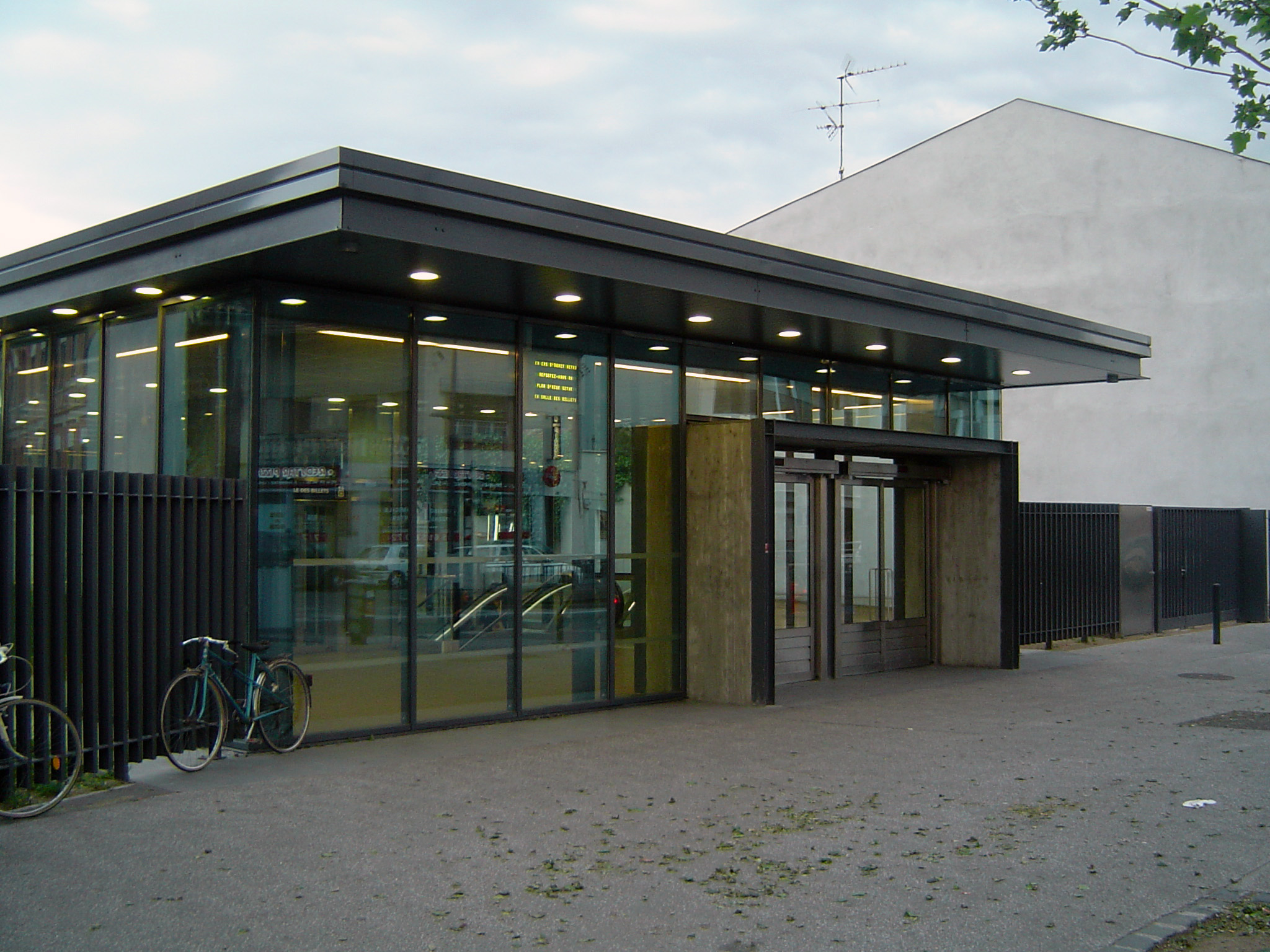
Station du métro